# Veliš (Jičíni járás)
Veliš település Csehországban, a Jičíni járásban. Veliš Podhradí, Staré Místo, Kostelec, Chyjice és Bukvice településekkel határos. Lakosainak száma 198 fő (2024. január 1.).

## Népessége
A település lakosságának változását az alábbi diagram mutatja:
| Lakosok száma | 402  | 403  | 412  | 244  | 146  | 129  | 200  | 197  | 202  | 198  |
|               | 1869 | 1890 | 1921 | 1950 | 1980 | 2001 | 2017 | 2019 | 2022 | 2024 |

## Nevezetességei, látnivalói
A Szent Vencel-templom stukkódíszeit Ignaz Palliari készítette a 18. század első felében.